# سینتیا باربوزا
سینتیا جین باربوزا (زاده ۷ فوریه ۱۹۸۷) یک بازیکن والیبال بازنشسته آمریکایی است. او یک مهاجم خارجی است که به مدت چهار سال در دانشگاه استنفورد بازی کرد.

## دوران دبیرستان
باربوزا در سانتا آنا، کالیفرنیا به دنیا آمد و در لانگ بیچ، کالیفرنیا بزرگ شد، جایی که از دبیرستان کلاسیک ویلسون فارغ‌التحصیل شد و به عنوان بهترین استخدام کننده دبیرستان برای کلاس سال ۲۰۰۵ در نظر گرفته شد. او ۲ سال متوالی در ۲۰۰۳–۰۴ و ۰۴–۰۵ بهترین بازیکن ملی سال گیتوریددر والیبال شد و همچنین در سال ۲۰۰۵ بهترین ورزشکار سال گیتوریددختران شد در سال ۲۰۰۲، او در تیم ملی جوانان دختران ایالات متحده آمریکا بود که در مسابقات قهرمانی کنفدراسیون والیبال آمریکای شمالی، مرکزی و کارائیب در سالت لیک سیتی، یوتا، مدال طلا گرفت و به عنوان «بهترین سرویس گیرنده» برای مسابقات انتخاب شد.
در سال ۲۰۰۱، در سال ۲۰۰۱، از سوی مجله ورزشی دانشجویی به عنوان بهترین دانشجوی سال ملی انتخاب شد. او در سال ۲۰۰۲ توسط همین نشریه به عنوان بهترین دانشجوی سال دوم ملی انتخاب شد. در سال ۲۰۰۴، او ۰٫۵۳۷ را برای فصل زد، ۱۴ مسابقه با راندمان حمله بیشتر از ۰٫۶۵۰ و چهار مسابقه که در آنها بهتر از ۰٫۸۰۰ زد. بهترین تلاش او در این فصل (.۸۴۰) در برابر دبیرستان میرا کاستا قهرمان ایالتی انجام شد. در سال ۲۰۰۴، او میانگین ۱۸٫۳ حمله منجر به امتیاز، ۱٫۵۷ بلاک و ۲٫۰ آس در هر مسابقه برای بروین‌ها را به دست آورد که ۲۵–۷ بودند و به نیمه نهایی رسیدند. او دوران دبیرستان خود را با ۲۱۴۵ حمله منجر به امتیاز حرفه ای، ۳۴۹ بلاک و ۱۵۲ آس به پایان رساند. او در سال ۲۰۰۴ توسط مجله والیبال به عنوان بهترین بازیکن دبیرستان انتخاب شد.

## پیگیری والیبال در استنفورد

### اولین دوره در سال ۲۰۰۵
رهبری پاسیفیک-۱۰ در حمله منجر به امتیاز (۲۹۷) و حمله منجر به امتیاز در هر بازی (۴٫۵۰) تا زمانی که در پایان فصل رباط صلیبی قدامی خود را پاره کرد و در ۱۱ مسابقه آخر شرکت کرد.

### اولین دوره در سال ۲۰۰۶
باربوزا از مصدومیت خود بهبود یافت و به عنوان تیم اول انجمن مربیان والیبال آمریکا و مجله والیبال در همه آمریکایی انتخاب شد. او مجموعاً با ۴۶۳ حمله منجر به امتیاز (۴٫۲۱ حمله منجر به امتیاز در هر بازی) تیم را رهبری کرد. او همچنین با ۴۸ سرویس آس (۰٫۴۴ در هر بازی) تیم را رهبری کرد، با ۳۲۹ توپگیری سوم شد و با ۷۶ بلاک در مجموع چهارم شد. او در ۲۹ مسابقه از ۳۴ مسابقه استنفورد، کشتارهای دو رقمی را جمع‌آوری کرد.
او به تیمش کمک کرد تا به مسابقه قهرمانی ان‌سی‌ای‌ای بخش یکم در سال ۲۰۰۶ برابر نبراسکا برسد، اما استنفورد با نتیجه ۳–۱ شکست خورد. باربوزا به خاطر تلاش‌هایش به چهار تیم نهایی همه تورنمنت‌ها معرفی شد، زیرا ۱۲ حمله منجر به امتیاز و ۷ توپگیری جمع‌آوری کرد.

### فصل جوانان در سال ۲۰۰۷
باربوزا به عنوان یک تیم اول انجمن مربیان والیبال آمریکا و مجله والیبال در سراسر آمریکا تکرار شد. او ۴۶۷ حمله منجر به امتیاز (۳٫۹۹ کیلوگرم) برای فصل جمع‌آوری کرد و تیم را با ۳۲ سرویس آس هدایت کرد. او با ۳٫۲۵ توپگیری در هر بازی دوم تیم بود، ۰٫۲۸۱٪ در سال و ۴۴ بلوک را جمع کرد. او تیم را با ۲۰ دابل دابل در سال هدایت کرد. او در ۲۹ مسابقه حمله منجر به امتیاز دو رقمی و در ۲۰ مسابقه دو رقمی ثبت کرد. او در ۸ اکتبر ۲۰۰۷ به عنوان بهترین بازیکن ملی هفته AVCA انتخاب شد.
او یک بار توپگیریر در مسابقه قهرمانی ان‌سی‌ای‌ای بخش یکم در سال ۲۰۰۷ مقابل پن استیت به تیمش کمک کرد، اما استنفورد با نتیجه ۳–۲ شکست خورد. باربوزا برای بیستمین دابل دابل فصل خود ۱۶ حمله منجر به امتیاز و ۱۲ توپگیری در این مسابقه داشت.